# Kerri Kasem
Kerri Kasem, född den 12 juli 1972, är en amerikansk skådespelare och programvärd. Har bland annat medverkat i Build or Bust. Kerri Kasem är dotter till Casey Kasem och dennes första fru Linda Myers Kasem. Kerr Kasem har en bror som heter Mike Kasem.